# العالم الروسي

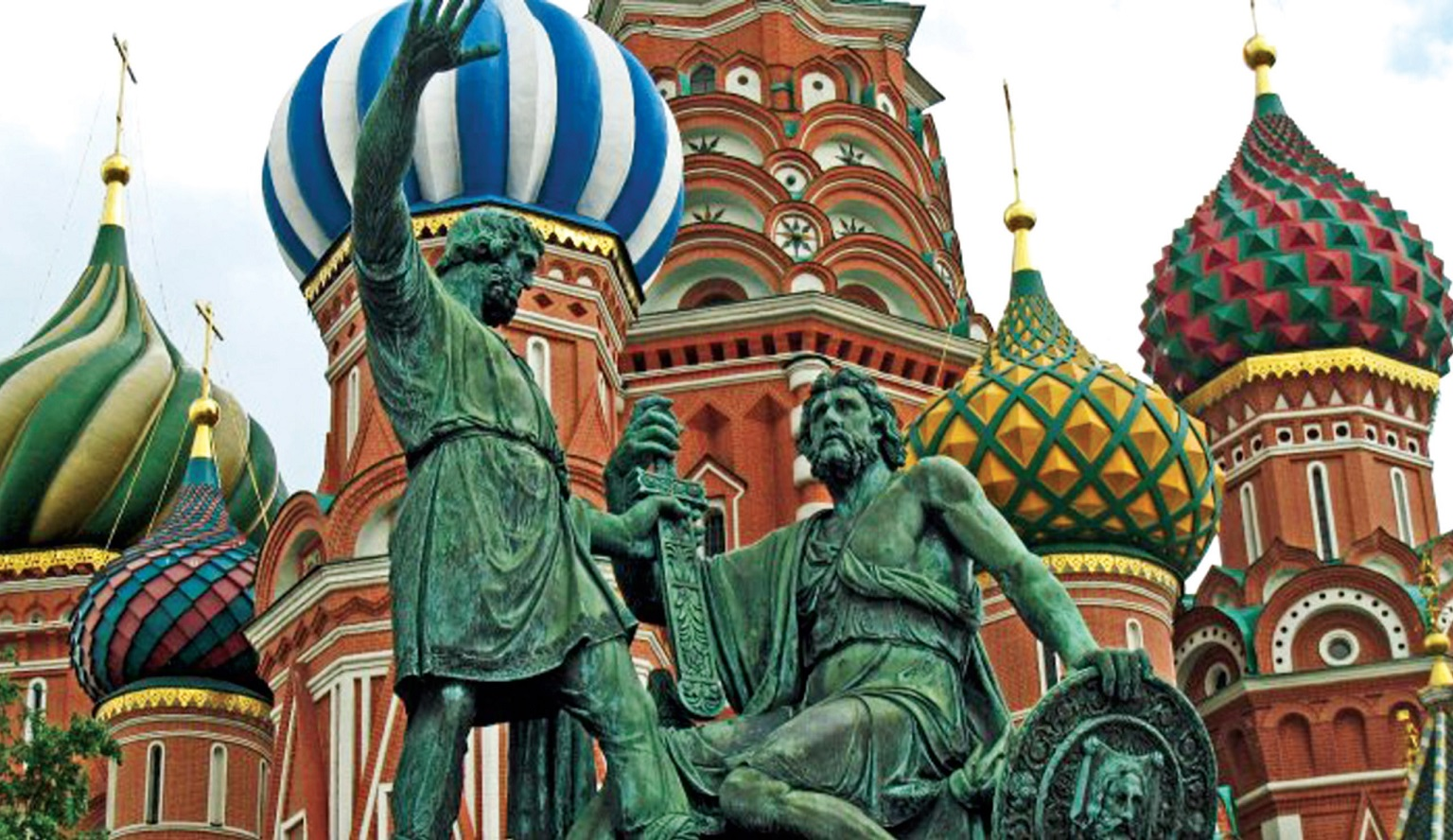
"العالم الروسي"، رسم أولغا كوزمينا (Центр глобальных интересов)، 2015

العالم الروسي هو مصطلح يستخدم للدلالة على مفهوم ثقافي وحضاري وجيوسياسي وديني يتضمن توحيد السكان الناطقين بالروسية حول العالم. وفي الوقت نفسه، فإن مفهوم "العالم الروسي" ليس له تفسير لا لبس فيه وتعريف قانوني. بعض الباحثين، على سبيل المثال، مارلين لارويل ، يعرّفونها بأنها "دلالة فارغة "أو مصطلح ليس له تفسير محدد، مما يسمح للنخب السياسية أن تخصص له المعنى المفيد لها في موقف معين  .
يعتبر مؤلفو المفهوم الحديث من يطلق عليهم "علماء المنهجيات" - أعضاء في دائرة موسكو المنهجية ، الذين شاركوا في تطوير منهجية SMD في التسعينيات. كان العديد من أعضاء الدائرة قريبين من النخبة السياسية الروسية في ذلك الوقت. منذ عام 2008، استخدمت الحكومة الروسية السرد حول الضرورة بناء حماية "العالم الروسي"  للسياسة الخارجية . يتضمن هذا المفهوم توحيد روسيا وبيلاروسيا وأوكرانيا في دولة واحدة عاصمتها موسكو، فضلاً عن زيادة النفوذ في البلدان التي تضم نسبة كبيرة من السكان الناطقين بالروسية، على سبيل المثال، دول البلطيق . وفي عامي 2014 و2022، استخدمت السلطات الروسية عقيدة العالم الروسي لتبرير غزو أوكرانيا   .

## تاريخ الاستخدام
إن مفهوم "العالم الروسي" له جذور تاريخية طويلة  . حددت في مصادر العصور الوسطى حضارة روسيا القديمة    . إلى حد كبير، كانت الأسس التاريخية المهيمنة في تشكيل العالم الروسي كحضارة هي الأسس الروحية والأخلاقية للكنيسة الأرثوذكسية الروسية  .
تم الحفاظ على أول استخدام لمصطلح "العالم الروسي" في نصب الأدب الروسي القديم "خطبة تجديد كنيسة العشور" (القرن الحادي عشر) عندما أشاد دوق كييف الأكبر إيزياسلاف ياروسلافيتش بعمل القديس كليمنت. روما: "... ليس فقط في روما، بل في كل مكان: وفي خيرسون وأيضًا في العالم الروسي." علاوة على ذلك، كانوا يتحدثون عن فترة ما قبل الدولة في تاريخ السلاف الشرقيين
بعد الغزو المغولي 1237-1240، تم تقسيم روسيا لمدة قرنين من الزمن. أصبحت المنطقة الجنوبية من غرب روسيا (أراضي أوكرانيا الحالية) جزءًا من بولندا ، وشكلت المناطق الشمالية (أراضي بيلاروسيا الحالية) بالتحالف مع أراضي البلطيق دوقية ليتوانيا الكبرى (في وقت لاحق تم توحيد أراضي غرب روسيا في الكومنولث البولندي الليتواني )، وظل الجزء الشمالي الشرقي من روسيا (جزء من روسيا الحالية) تحت نير المغول التتار ، ولم يتحرر منه إلا في عام 1480. ونتيجة لذلك، شهد العالم الروسي كحضارة تمايزًا عرقيًا ولغويًا  :
- الروس ( الروس العظماء ) / اللغة الروسية
- الأوكرانيون ( الروس الصغار ) / اللغة الأوكرانية
- البيلاروسيون ( الروس البيض ) / اللغة البيلاروسية

في القرن التاسع عشر، تم استخدام هذا المصطلح من قبل المثقفين الروس الأفراد. على سبيل المثال، فهم ألكسندر أوستروفسكي مفهوم "العالم الروسي" على أنه "المجتمع الروحي للمسيحيين الأرثوذكس"  . كما استخدمه الكونت سيرغي أوفاروف ، رئيس الأكاديمية الإمبراطورية للعلوم ووزير التعليم ، في سياق وصف نظرية الجنسية الرسمية . ومع ذلك، لم يكن هذا المصطلح مستخدمًا على نطاق واسع في ذلك الوقت. وهكذا تحدث مؤسس السلافوفيلية أليكسي خومياكوف عن «الروح الروسية»، كما تحدث الفيلسوفان فلاديمير سولوفيوف ونيكولاي بيردييف عن «الفكرة الروسية»  .
منذ أوائل التسعينيات، غالبًا ما يتم تفسير "العالم الروسي" على أنه فكرة ثقافية وتاريخية لمجتمع دولي مشترك بين الدول والقارات  يهدف إلى توحيد المواطنين الناطقين بالروسية  .
في تسعينيات القرن العشرين، بدأ استخدام هذا المصطلح من قبل ما يسمى بـ "علماء المنهجيات" أو أعضاء دائرة موسكو المنهجية المشاركين في تطوير منهجية SMD. وكان من بينهم استراتيجيون وسياسيون روس، بما في ذلك الصحفي جليب بافلوفسكي، والفيلسوف جورجي شيدروفيتسكي، ورجل الدولة يوري كروبنوف. تضم دائرة المنهجيين أيضًا النائب الأول لرئيس الإدارة الرئاسية للاتحاد الروسي سيرجي كيرينكو. كان "المنهجيون" قريبين من النخبة السياسية الروسية في ذلك الوقت. في عام 1997، كتب شيدروفيتسكي وأوستروفسكي بيانًا مشتركًا بعنوان "1111 علامة 1111 يومًا قبل الألفية"، حيث وصفا "العالم الروسي" بأنه "جزر السكان الناطقين بالروسية في الخارج"، القادرة على تزويد روسيا بالتطو الاقتصادي والتوحيد على أساس ثقافة مشتركة تعتمد على معرفة اللغة الروسية. لقد فهم "المنهجيون" "العالم الروسي" على أنه "بنية شبكية من المجتمعات الكبيرة والصغيرة التي تفكر وتتحدث باللغة الروسية"، وكان دورها هو مساعدة روسيا على الانضمام إلى العالم المعولم. وفي عام 2000، أطلق "علماء المنهجيات" مشروع شبكة "العالم الروسي" على بوابة الإنترنت "الأرخبيل الروسي". في الوقت نفسه، لا يدعي Shchedrovitsky نفسه التأليف. وفي رأيه، نشأ العالم الروسي "في القرن العشرين تحت تأثير التحولات التاريخية التكتونية والحروب العالمية والثورات على الكوكب" وهو الآن هيكل شبكي للمجتمعات الكبيرة والصغيرة التي تفكر وتتحدث باللغة الروسية.

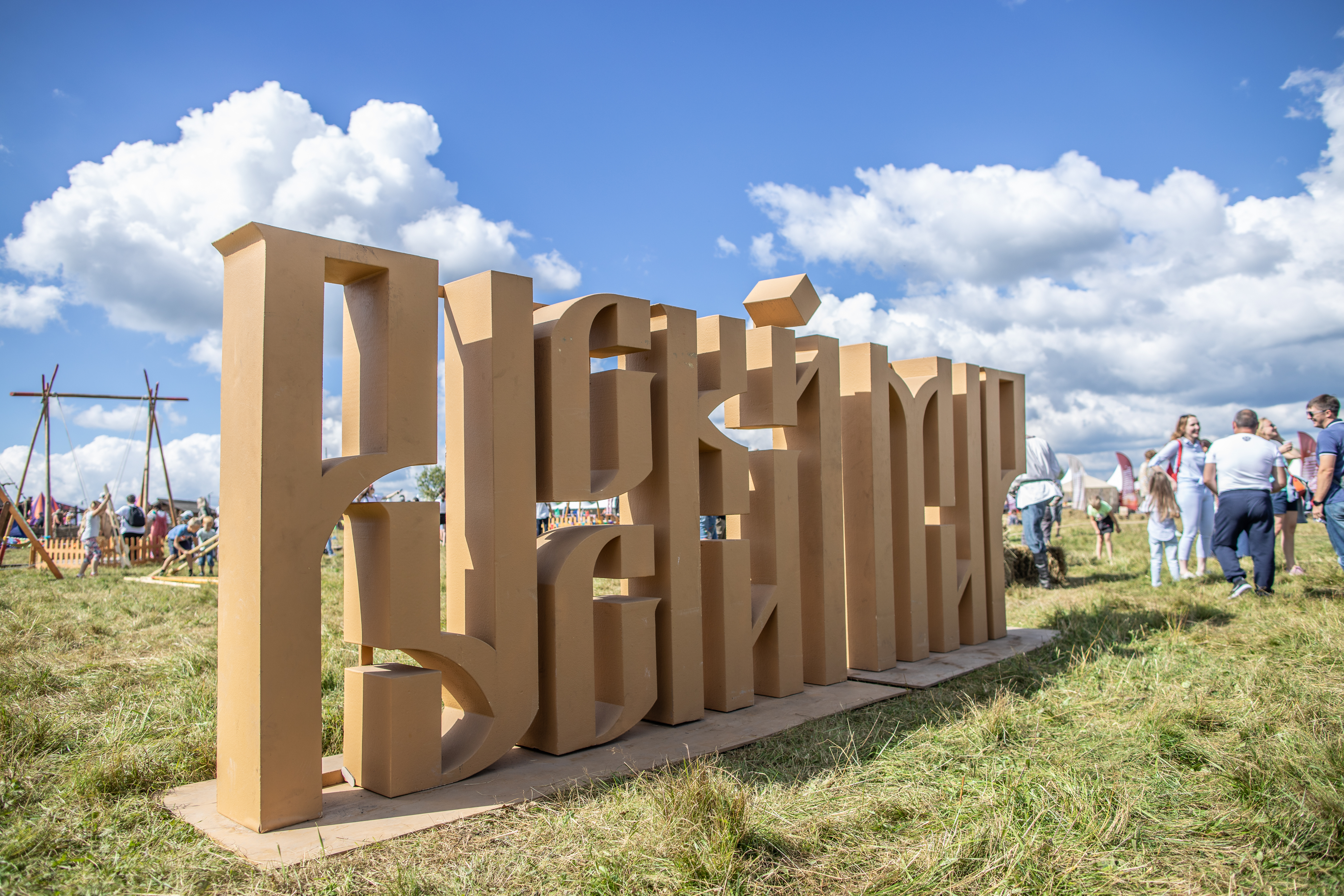
مهرجان "العالم الروسي" 22 أغسطس 2020

في أوائل العقد الأول من القرن الحادي والعشرين، دخل مصطلح "العالم الروسي" إلى خطاب النخب السياسية. ومع وصول فلاديمير بوتين إلى الرئاسة في عام 2000، بدأت السلطات الروسية في تطبيق هذا المفهوم فيما يتعلق بما يسمى " المواطنين " أو الأقليات الناطقة بالروسية الذين ظلوا يعيشون خارج روسيا بعد انهيار الاتحاد السوفييتي  . وهكذا، في افتتاح مؤتمر المواطنين، ذكر بوتين علنًا لأول مرة الحاجة إلى "توحيد وهيكلة" "العالم الروسي الموحد"، قائلاً إن هذا يجب أن يصبح إحدى المهام الأساسية لسياسة الدولة . إن فكرة "العالم الروسي" كأساس لسياسة الشتات قد تم تناولها أيضًا من قبل ممثلين آخرين للنخبة الروسية. قال فلاديسلاف سوركوف في عام 2014 إن العالم الروسي هو “عالم يخافون فيه من الأسلحة الروسية”. أخيرًا، دخل مفهوم "العالم الروسي" الخطاب السياسي في الفترة 2006-2007 وسرعان ما بدأ استخدامه فيما يتعلق بمسألة انتشار اللغة والثقافة الروسية، وكعقيدة للسياسة الخارجية. في عام 2006، صرح بوتين أن "العالم الروسي يستطيع، بل ويجب عليه، أن يوحد كل من يعتز بالكلمة الروسية والثقافة الروسية، أينما كانوا يعيشون، في روسيا أو في الخارج. استخدم هذه العبارة في كثير من الأحيان - "العالم الروسي". وفي عامي 2008 و2013، تم إدراج هذا المصطلح في المفاهيم الرسمية للسياسة الخارجية للاتحاد الروسي   .

### أداة القوة الناعمة

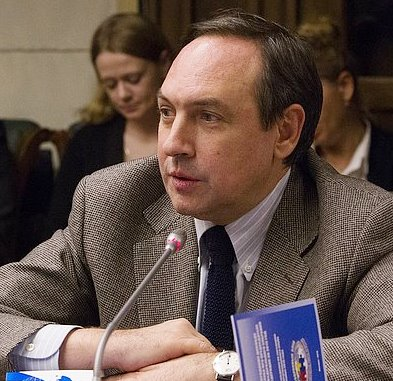
فياتشيسلاف نيكونوف، رئيس مؤسسة روسكي مير

تم نشر أيديولوجية "العالم الروسي" في الخارج من خلال أدوات القوة الناعمة - المنظمات والبرامج التي تهدف إلى إعلام وتعبئة المجتمع، بدلاً من النخب أو الهياكل الحكومية   . ولتحقيق ذلك، قام الكرملين بتمويل عدد من المنظمات. وهكذا، في عام 2007، تم إنشاء مؤسسة "االعالم الروسي" ، التي كان دورها الرسمي هو الترويج للغة والثقافة الروسية، فضلاً عن "تعزيز العلاقات مع المواطنين". تم إنشاء مراكز وبرامج المؤسسة في ما لا يقل عن 25 دولة حول العالم   . قد تتقدم المنظمات المختلفة العاملة في إطار المؤسسة بطلب للحصول على تمويل حكومي من خلال المنح. تم تعيين فياتشيسلاف نيكونوف مديرًا تنفيذيًا للصندوق  . منذ عام 2007، أصبح البطريرك كيريل أحد أمناء مؤسسة العالم الروسي.
وبسبب التمويل غير الشفاف واتباع الخط السياسي لموسكو، سرعان ما أصبحت مراكز مؤسسة العالم الروسي قناة رئيسية للدعاية الروسية. ولهذا السبب، فرض الاتحاد الأوروبي في يوليو 2022 عقوبات على مؤسسة روسكي مير. وفي فبراير 2023، فرضت كندا أيضًا عقوبات على الصندوق.